# Scintillometer
Ein Scintillometer ist ein Gerät zur Messung von Variationen in der Refraktion der Luft. Diese Variationen werden durch Schwankungen der Temperatur, des Luftdruck oder der Luftfeuchtigkeit entlang des Messwegs hervorgerufen. Insbesondere lässt sich durch diese Messung indirekt der Gesamtwärmetransport abschätzen.